# Ёлтышево
Ёлтышево — село в Мошковском районе Новосибирской области. Входит в состав Кайлинского сельсовета. 

## География
Площадь села — 138 гектаров.

## Население
| 2002 | 2007 | 2010 |
| ---- | ---- | ---- |
| 353  | ↘326 | ↘213 |

## Инфраструктура
В селе по данным на 2007 год функционируют 1 учреждение здравоохранения и 1 учреждение образования.